# Tito Mânlio Torquato (cônsul em 165 a.C.)
Tito Mânlio Torquato (em latim: Titus Manlius Torquatus) foi um político da gente Mânlia da República Romana eleito cônsul em 165 a.C. com Cneu Otávio. Era neto de Tito Mânlio Torquato, cônsul em 235 e 224 a.C., e irmão de Aulo Mânlio Torquato, que foi cônsul no ano seguinte. Teve um filho que foi adotado pela gente Júnia e assumiu o nome de Décimo Júnio Silano Manliano.

## Carreira
Foi eleito pontífice em 170 a.C., pretor urbano entre 170 e 165 a.C, quando foi eleito cônsul juntamente com Cneu Otávio. No ano seguinte, foi enviado como embaixador ao Egito ptolemaico com Cneu Cornélio Merula para intermediar uma disputa pelo poder entre os dois irmãos filhos do falecido faraó Ptolomeu V Epifânio, Ptolemeu VI Filómetor e Ptolemeu VIII Evérgeta II. Quando retornou a Roma, Torquato defendeu o irmão mais jovem, Ptolomeu VIII.
Torquato foi citado como exemplo de severidade, um traço de seus ancestrais: conta-se que, em 140 a.C., condenou e baniu do território da República Romana seu próprio filho, Décimo Júnio Silano Manliano, acusado de malversação se recursos públicos durante seu mandato como pretor da Macedônia dois anos antes. Por causa desta desonra, Décimo se suicidou e Torquato se recusou a comparecer ao seu funeral.